# Ten paciencia
"Ten Paciencia" é uma canção da cantora mexicana Thalía, lançada como o primeiro single do seu décimo álbum de estúdio, Lunada (2008). A canção foi escrita por Decemer Bueno, Magilee Alvarez e Cynthia Salazar, e foi produzida por Emilio Estefan. Ele foi escolhido como o primeiro single de Lunada, por seus fãs através de uma pesquisa na internet. "Ten Paciencia" superou "Sangre Caliente" em votos, e assim se tornou o primeiro single do álbum.
De acordo com Thalia, "Ten Paciencia é a canção perfeita para o verão, com suas letras sensuais, e ritmos latinos." "Ten Paciencia" é um som que de repente faz você saltar de sua pele, um som que faz você perguntar, 'Hmm, o que é? pop? Ele inclui um acordeão, mas de repente traz um pouco do som latino. O que é isso? É uma música que tem também muito bom, sensual e as letras em negrito. A intenção é fazer as pessoas dançarem".
Um remix reggaeton de "Ten Paciencia", com Daddy Yankee também foi liberada. Esta nova versão estreou em 29 de Julho nas rádios, a colaboração foi feita no intuito de ajudar o desempenho da canção nas tabelas musicais. Em 25 de Agosto de 2008, um novo remix foi lançado nas rádios, produzido pela dupla de reggaeton de Porto Rico Zion y Lennox.

## Vídeo musical
O vídeo musical para "Ten Paciencia" foi lançado oficialmente em 13 de Junho de 2008 no México. O vídeo também foi dirigido por Emilio Estefan. Possui a cantora na praia com seus bailarinos dançam sob a influência da lua. Thalía queria captar a ideia de uma festa perfeita noite de verão na praia. As filmagens decorreram durante a noite no clube da famosa South Beach, Nikki Beach. Thalia estava procurando exótico e sensual em um biquíni verde, coberto com um caftan belamente bordado, dançando e cantando na atmosfera tropical, incluindo cabanas à luz de velas, engolidores de fogo e mais de 100 figurantes.

## Performances ao vivo
Thalia se apresentou ao vivo "Ten Paciencia" durante a premiação Premios Juventud de 2008 (preferências dos jovens latino-americanos e latinos), na qual ela foi homenageada com o prêmio "Diva" por ser a "Rainha do Pop Latino". Thalia também realizou essa música no "El Show de Cristina"

## Faixas
Versões oficiais
1. Ten Paciencia (Versão do álbum) – 3:32
2. Ten Paciencia (Versão Pop) - 3:30
3. Ten Paciencia (Remix) com Daddy Yankee - 3:26
4. Ten Paciencia (Remix) com Zion and Lennox - 3:39

## Desempenho nas tabelas musicais

### Posições
| Parada (2008)                                     | Melhor posição |
| ------------------------------------------------- | -------------- |
| Colômbia (Colombia Singles Chart)                 | 1              |
| Estados Unidos (Billboard Latin Pop Airplay)      | 24             |
| Estados Unidos (Billboard Hot Latin Songs)        | 39             |
| Estados Unidos (Billboard Latin Tropical Airplay) | 25             |